# Anton Șipulin
Anton Șipulin (n. 21 august 1987, Tiumen, RSFS Rusă, URSS) este un biatlonist ce a reprezentat Rusia, medaliat olimpic. A participat la 2 ediții ale Jocurilor Olimpice (2010, 2014) în care a câștigat o medalie de aur și o medalie de bronz.